# Sietas Typ 13
Der Typ 13 war ein kleiner Kühlschiffstyp der Sietas-Werft in Hamburg-Neuenfelde.

## Geschichte
Der Typ 13 wurde in den Jahren 1959 bis 1961 in fünf Einheiten gebaut. Vier Schiffe hatte die Hamburger Reederei Heinrich Christian Horn in Auftrag gegeben, von denen aber nur die Harald Horn und Luise Horn für sie selbst bestimmt waren. Für die beiden anderen bestellten Schiffe übernahm Reederei Horn lediglich die Bereederung. Aus diesem Grund lieferte Sietas das Typschiff Ursula Horn an die Christian Horn Kühlschiffsgesellschaft Hamburg sowie die Caroline Horn an Rudolf August Oetker (Hamburg) ab. Ein weiteres Schiff, die Fjell Reefer, hatte die in Oslo ansässige Vertragsreederei Olsen & Uglstad bei Sietas geordert. Es war für die norwegische Reederei Falkefjell & Dovrefjell bestimmt und wurde von der Werft direkt an diese abgeliefert.
Eingesetzt wurden die Schiffe vorwiegend in der mittleren und weltweiten Kühlfahrt. Sie waren als Drei-Wachen-Schiffe für eine Besatzung von 21 Personen eingerichtet.

## Technik

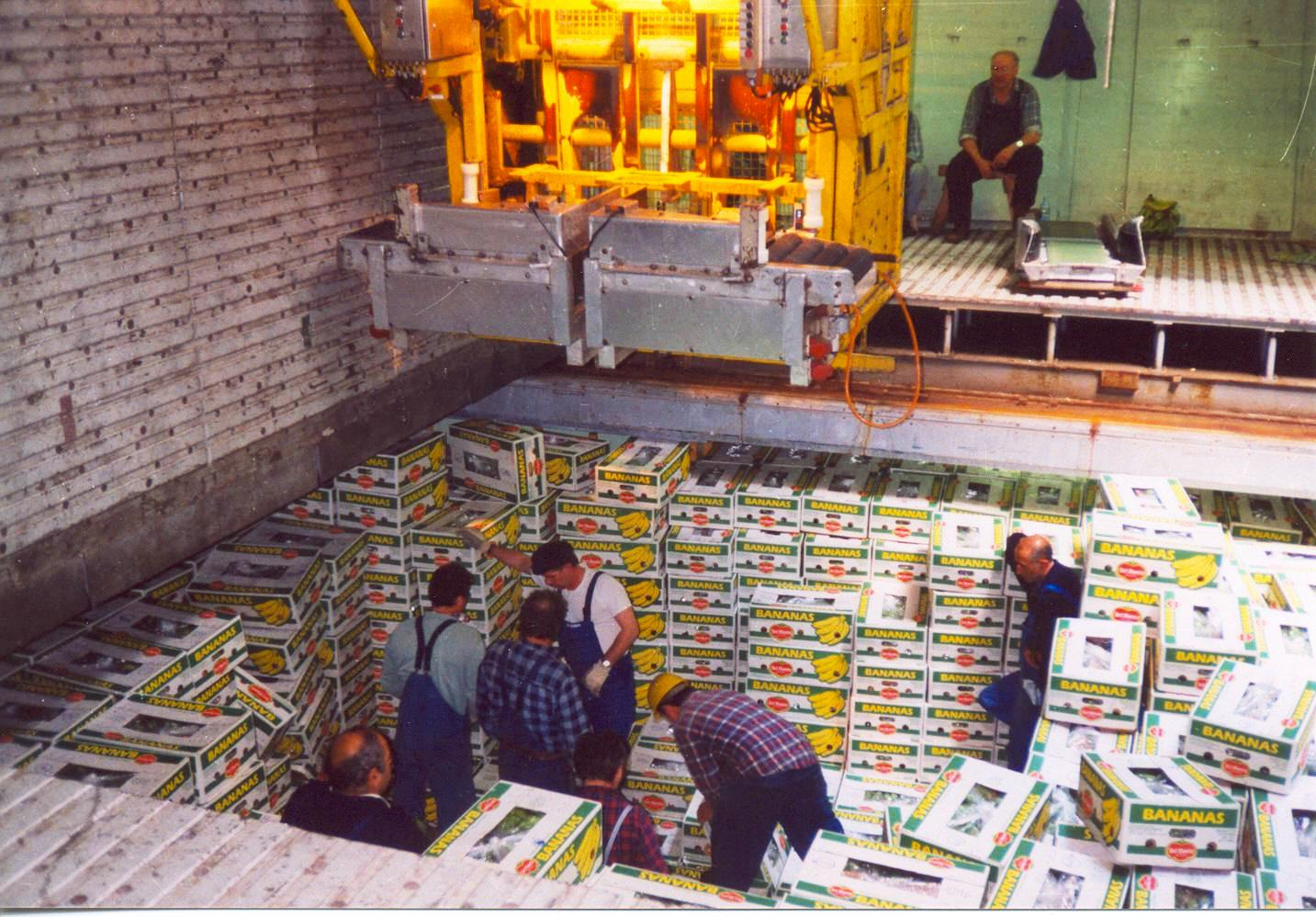
Blick in den Laderaum mit Zwischendeck, die Ladung (Bananen in Kartons) wird mit einem Elevator gelöscht, der von oben abgesenkt wird

Die zwei Laderäume hatten je ein Zwischendeck. Der Laderauminhalt betrug 1712 Kubikmeter (60.450 Kubikfuß). Die Schiffe besaßen einen durchgehenden Doppelboden und eine ebene Tankdecke im Laderaum. Es wurden einfache Lukendeckel aus Holz mit seefester Abdeckung aus Persenning verwendet. Die Schiffe verfügten über einen mittig zwischen den Laderäumen angeordneten Lademast mit jeweils zwei Ladebäumen und zwei hydraulischen Ladewinden von Hatlapa pro Laderaum mit einer Tragkraft von je drei Tonnen. Die Ladungskühlanlage und Proviantkühlanlage der Schiffe wurde von BBC geliefert und ermöglichte durch hohe Luftumwälzzahlen und eine einstellbare Frischluftzufuhr den Transport aller Kühlladungen bei Temperaturen zwischen −20 °C und +12 °C bei Außentemperaturen bis zu 45 °C.
Durch die Auslegung als Wechseldecker konnten die Schiffe als Volldecker mit höherer Tragfähigkeit und größerer Vermessung oder als Shelterdecker mit niedrigerer Tragfähigkeit und geringerer Vermessung (und damit geringeren Gebühren) eingesetzt werden.
Angetrieben wurden die Schiffe der Baureihe von einem Klöckner-Humboldt-Deutz-Viertakt-Dieselmotor des Typs RBV 6 M 545 mit 1320 PS Leistung, der auf einen Festpropeller wirkt.

## Die Schiffe
| Sietas Typ 13 | Sietas Typ 13 | Sietas Typ 13 | Sietas Typ 13          | Sietas Typ 13                    | Sietas Typ 13 | Sietas Typ 13 |
| Bauname       | Bau- nummer   | IMO- Nummer   | Stapellauf Ablieferung | Auftraggeber                     | Umbenennungen und Verbleib |               |
| ------------- | ------------- | ------------- | ---------------------- | -------------------------------- | --- | ------------- |
| Ursula Horn   | 456           | 5374406       | 07.11.1959 31.12.1959  | Heinrich Christian Horn, Hamburg | 1960 Ursula H., 1960 Ursula Horn, 1969 Atlantic, 1972 Donibane, 1982 Ursula , 1987 Socomar, ab 2. August 1989 in San Esteban de Pravia (Spanien) durch Desguaces La Arena verschrottet |               |
| Fjell Reefer  | 457           | 5265502       | 19.12.1959 xx.xx.1960  | Olsen & Uglstad, Oslo            | 1960 Örnefjell, 1964 Reefer Basse, 1969 Polo Sur, 1971 Jal Importer, 1974 Ingga Dan, 1974 Adib, 1979 Novi T., 1996 Keysi I., 1999 Rana, 2001 Nile Garden, 2003 Laren, am 4. Mai 2003 zur Verschrottung in Gadani (Pakistan) eingetroffen und dort am 15. Mai auf den Strand gesetzt. |               |
| Harald Horn   | 468           | 5142645       | 20.04.1960 08.08.1960  | Heinrich Christian Horn, Hamburg | 1969 Wellington Exporter, 1972 zum Forschungsschiff Tangaroa umgebaut, im November 1984 in Auckland (Neuseeland) durch Pacific Metal Industries verschrottet, das Brückendeck wurde als Ruderhaus für den Leichter Tasman weiterverwendet |               |
| Caroline Horn | 469           | 5064805       | 20.09.1960 19.11.1960  | Heinrich Christian Horn, Hamburg | 1969 Auckland Exporter, 1970 Jal Exporter, 1973 Victor, 1975 Radiant Bella, 1976 Seafrost, ab 30. Oktober 1983 in Piräus aufgelegt, ab 13. Januar 1987 von der Nomikos Scrap Company auf der Werft Mirikoupoulos in Perama (Griechenland) verschrottet |               |
| Luise Horn    | 470           | 5214537       | 17.01.1961 06.04.1961  | Heinrich Christian Horn, Hamburg | 1970 Adriatic, 1975 Cedar Star, am 22. November 1978 auf einer Reise vom Libanon in den Sudan mit 170 sudanesischen Soldaten der Arab Deterrent Force an Bord vor Elba (Ägypten) auf ein Riff gelaufen und gestrandet. Soldaten und Besatzung wurden in den folgenden drei Tagen mit Helikoptern abgeborgen und das Schiff aufgegeben. Es brach später durch und wurde zum Totalverlust erklärt. |               |